# Matöppet

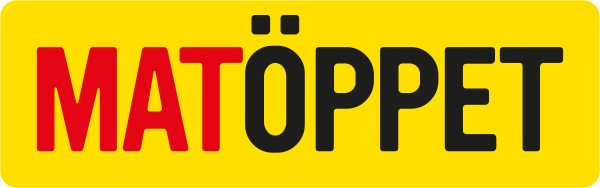
Matöppets logotyp

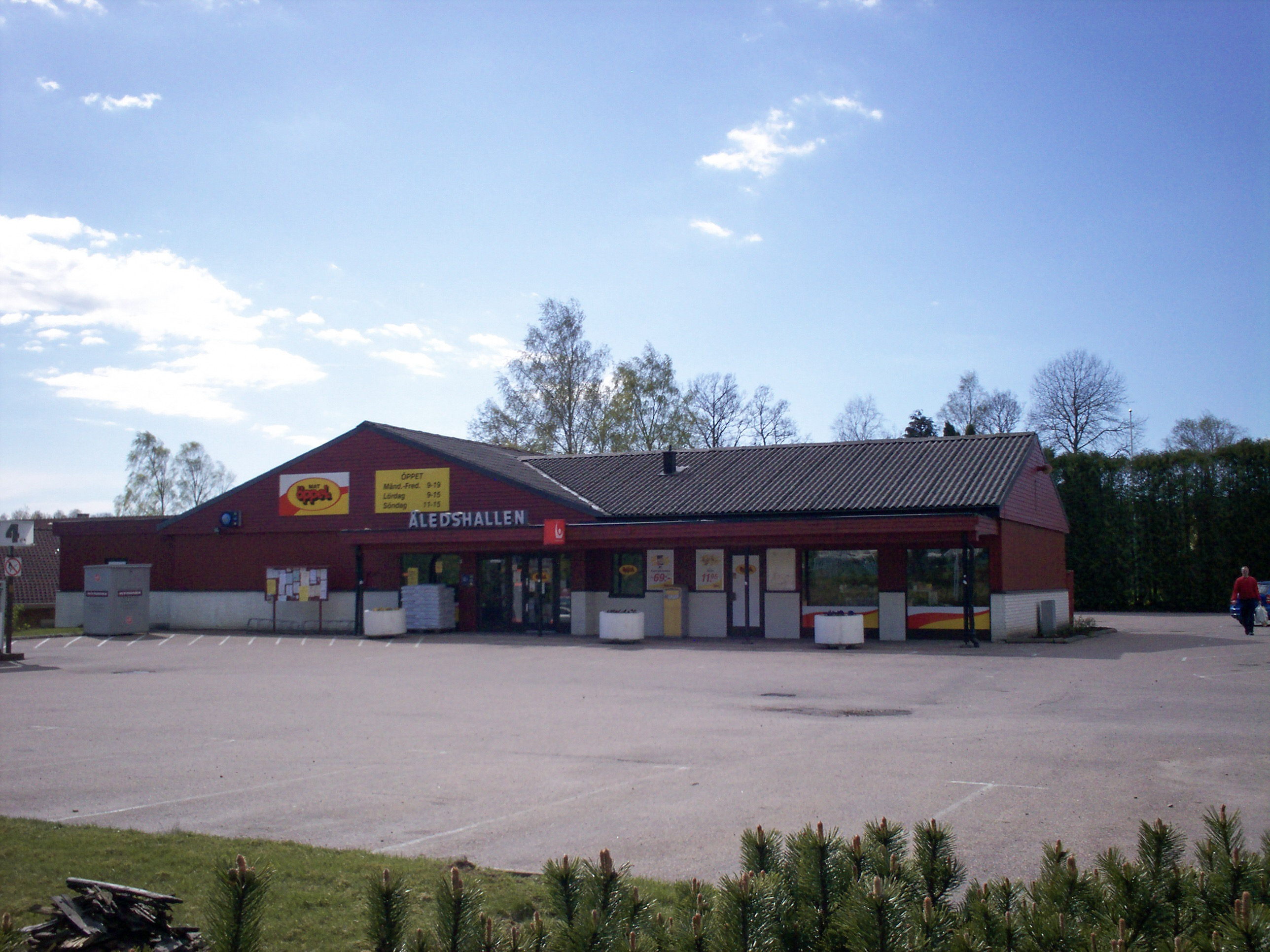
Matöppet-butik i Åled

Matöppet är en kedja av dagligvarubutiker, som ingår i Axfoodkoncernen men drivs och ägs av fristående köpmän. Kedjan har cirka 50 butiker i södra och mellersta Sverige.